# Portrait de Georgiana, duchesse de Devonshire
Portrait de Georgiana, duchesse de Devonshire – en anglais Portrait of Georgiana, Duchess of Devonshire – est un tableau réalisé par le peintre britannique Thomas Gainsborough entre 1785 et 1787. Cette huile sur toile est le portrait de Georgiana Cavendish coiffée d'un grand chapeau noir. Volée par Adam Worth à Londres en 1876, l'œuvre y retourne en 1901. Elle est aujourd'hui conservée à la Chatsworth House, dans le Derbyshire.